# 竹本義太夫

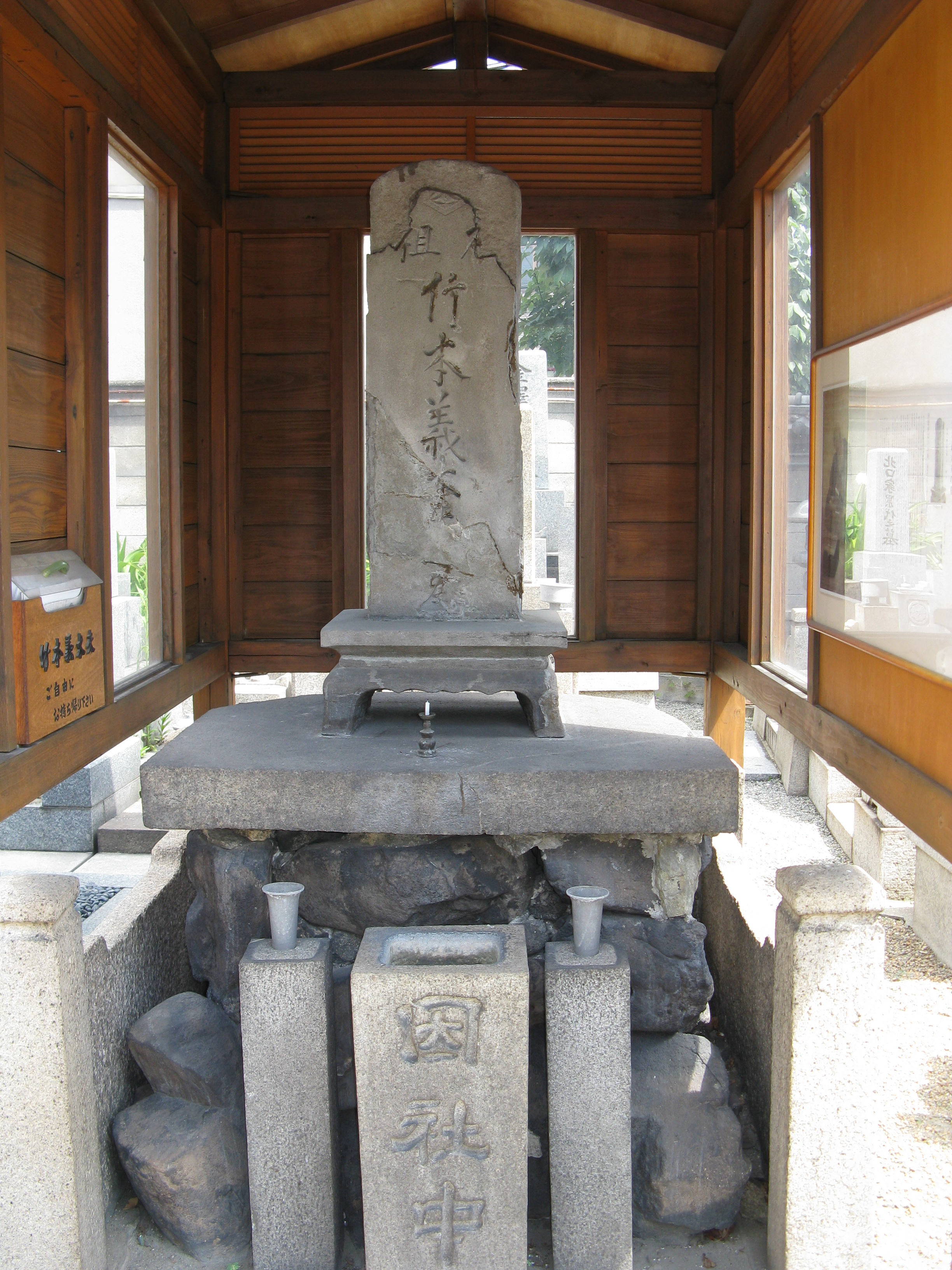
大阪超願寺にある竹本義太夫の墓。

竹本 義太夫（たけもと ぎだゆう、慶安4年〈1651年〉 - 正徳4年9月10日〈1714年10月18日〉）とは、江戸時代の浄瑠璃語り。義太夫節浄瑠璃の創始者。本名五郎兵衛、初期には清水五郎兵衛と名乗る。のちに竹本筑後掾と称した。

## 来歴
摂津国天王寺村の農家に生まれる。当初、当時人気の浄瑠璃語り井上播磨掾弟子である清水理太夫に入門し、播磨掾の芸風を学ぶ。のちに京都に出て、浄瑠璃語りの宇治加賀掾のもとで浄瑠璃を語り好評を得、清水五郎兵衛と名乗った。延宝5年12月に京都の四条河原に芝居小屋を建てて独立した。加賀掾の興業主であった竹屋庄兵衛が組織した操り人形芝居の一座に加わって西国で旅回りをし、延宝8年（1680年）のころ竹本義太夫と改名。いっぽう天和3年（1683年）には、近松門左衛門が加賀掾のために『世継曽我』を書いたが、翌年の貞享元年、義太夫は大坂道頓堀に竹本座を開場して座本（興行責任者）となり、その旗揚げとしてこの『世継曽我』を語り評判をとる。近松が竹本義太夫とかかわりを持つようになったのは、これが最初であった。
さらに貞享2年、竹本座は近松作の『出世景清』を上演し義太夫がこれを語ったが、以後義太夫と近松が提携して上演した作は「新浄瑠璃」と呼ばれるようになり、この作より以前の、播磨掾や加賀掾らが語ったものを「古浄瑠璃」と呼んで区別するほどの強い影響を浄瑠璃の世界に与えた。
元禄14年(1701年)に従七位上筑後掾（ちくごのじょう）を受領し、竹本筑後掾と称す。
同16年には近松作の『曽根崎心中』が好評により竹本座の経営が安定したので、座本を引退し初代・竹田出雲にその座を譲ったが、その後も竹本座には出演している。正徳4年に死去、享年64。墓所は大阪市天王寺区の超願寺。なお弟子の発起によって生國魂神社境内の浄瑠璃神社にも祀られている。
二代目竹本義太夫に関しては「竹本政太夫」の項を参照。

## 竹本義太夫が登場する作品
- 『竹本義太夫伝　ハル、色』（2022年、幻冬舎刊 小説）